# (7215) Gerhard
(7215) Gerhard est un astéroïde de la ceinture principale.

## Description
(7215) Gerhard est un astéroïde de la ceinture principale. Il fut découvert le 16 mars 1977 à La Silla par Hans-Emil Schuster. Il présente une orbite caractérisée par un demi-grand axe de 3,21 UA, une excentricité de 0,01 et une inclinaison de 20,7° par rapport à l'écliptique.

## Compléments